# She's a Woman
She's a Woman è un brano dei Beatles del 1964 composto da Paul McCartney, ma accreditato alla coppia Lennon-McCartney, pubblicato come Lato B di un singolo 45 giri contenente I Feel Fine sul Lato A (Parlophone 7XCE 18171), in Italia è stato pubblicato nel 1965 come Lato B di un singolo 45 giri contenente Long Tall Sally sul Lato A (Parlophon QMSP 16381). Il brano è inoltre incluso nell'album The Beatles in Italy.

## Descrizione

### Musica e arrangiamento
La canzone fu ispirata, per quanto riguarda la parte vocale, dallo stile di Little Richard, ovverosia cantata, a tratti urlata, specialmente nelle esibizioni dal vivo.
Registrata in 7 take l'8 ottobre 1964 durante le sessioni di incisione di Beatles for Sale, ha una struttura piuttosto elementare, un rock potente con la voce di McCartney in evidenza; il basso e il pianoforte in sottofondo pronti a scandire i tempi della melodia, con le chitarre di John Lennon e Harrison a corroborare la base ritmica. Ringo Starr, oltre alla batteria, registrò per la prima volta il chocalho, strumento costituito da un cilindro metallico riempito di pallini di piombo.
Il brano fu inserito nell'album The Beatles in Italy, nella raccolta Rarities, nella compilation del 1981 The Beatles EP Collection e nel CD antologico Past Masters, Volume 1, pubblicato nel 1988. Una versione live è presente nell'LP del 1977 The Beatles at the Hollywood Bowl. Negli Stati Uniti la canzone fu inserita nell'album Beatles '65.

## Classifiche
Il disco ottenne un ottimo successo raggiungendo l'8 dicembre del 1964 il primo posto delle classifiche britanniche, conservandolo per cinque settimane; il 26 dicembre toccò il vertice anche negli Stati Uniti mantenendolo per tre settimane.
Per quanto riguarda il gradimento della canzone She's a Woman, il brano raggiunse la quarta posizione (n. 4 USA) nella classifica di Billboard Hot 100 riguardante la frequenza dei passaggi radiofonici.

## Cover
- Jeff Beck con una versione jazz fusion sull'album Blow by Blow.
- Joe DeRenzo in una variante latin jazz dall'album Core Beliefs
- Scritti Politti con una rielaborazione in stile pop-reggae
- José Feliciano con un adattamento folkeggiante.
- Gli Area eseguono una jam a conclusione del Festival di Parco Lambro, a Milano nel 1976, insieme ad altri artisti del circuito "alternativo" (tra i quali Eugenio Finardi), partendo dal brano "She's A Woman" dei Beatles per poi aprire ad una improvvisazione rock-blues.